# Sisyrinchium capillare
Sisyrinchium capillare är en irisväxtart som beskrevs av Eugene Pintard Bicknell. Sisyrinchium capillare ingår i släktet gräsliljor, och familjen irisväxter. Inga underarter finns listade i Catalogue of Life.